# Alex Rider
Alex Rider es un personaje de una serie de novelas escritas por el autor británico Anthony Horowitz, cinco de ellas traducidas y publicadas en español por la editorial Edaf. La serie trata de un niño de 14 años, quien a causa de la muerte de su tío, un espía del MI6, se ve obligado a ocupar su puesto en una serie de eventos y misiones para esta agencia de servicios secretos británicos. Después de varias misiones, Alex siente que el MI6 simplemente lo está utilizando, por lo que rehúsa seguir trabajando para ellos, aunque el MI6 siempre encuentra una manera de involucrar a Alex en otra misión. En 2020 se habían publicado doce novelas, varios relatos cortos, novelas gráficas y se produjo una serie para la televisión. Del primer título de la serie se estrenó una película y se lanzó un videojuego en 2006. 

## Libros
1. Operación Stormbreaker (Stormbreaker, 2000)[3][5]
2. Point Blanc (Point Blanc, 2001)[3][6]
3. Cayo Esqueleto (Skeleton Key, 2002)[3][7]
4. El golpe del águila (Eagle Strike, 2003)[3][8]
5. Scorpia (Scorpia, 2004)[3][9]
6. Ark Angel, 2005[10]
7. Snakehead, 2007[11]
8. Crocodile Tears, 2009[12]
9. Scorpia Rising, 2011[13]
10. Russian Roulette, 2013[14]
11. Never Say Die, 2017[15]
12. Nightshade, 2020[16]

Además de las novelas, en 2019 se publicó Secret Weapon, un libro con relatos de aventuras de Alex Rider al margen de las misiones asignadas por el MI6. Incluye siete relatos, cuatro publicados anteriormente por Horowitz y tres nuevos.

## Película
Alex Rider: Operation Stormbreaker, estrenada en 2006, dirigida por Geoffrey Sax y protagonizada por Alex Pettyfer.

## Videojuegos
Alex Rider: Stormbreaker, lanzado en 2006 para Nintendo DS y Game Boy Advance.

## Televisión
En mayo de 2017 se anunció la emisión de una serie de televisión sobre el personaje, producida por la cadena ITV y Eleventh Hour Films. En 2018 se anunció que ITV abandonaba la producción y que se hacía cargo Sony Pictures Television y que el director y productor ejecutivo sería Andreas Prochaska.

## Personajes
Algunos de los personajes de esta serie son:
- Alex Rider: Joven de 14 años protagonista. Es experto en artes marciales, excelente buceador, gran tirador, escalador, etc. Su tío Ian Rider le enseñó todo antes de morir con el propósito de que fuera un gran espía, sin que Alex se diera cuenta.
- Alan Blunt: Jefe de la división de operaciones especiales del MI6.
- Mrs. Jones: Secretaria de Blunt y jefa del departamento de operaciones especiales del MI6. Su primer nombre es Tulip.
- Smithers: Creador de los artilugios utilizados por agentes del MI6. Es descrito como una persona demasiado gorda.
- Jack Starbright: Ama de casa en casa de Alex y amiga suya.
- Yassen Gregorovich: Sicario asesino de Ian Rider y que trabajó para Herod Sayle en Operación Stormbreaker, y para Sir Damian Cray en El golpe del águila.
- Sabina Pleasure: Amiga de Alex. Se conocieron en Cayo Esqueleto y fue un personaje muy importante en El golpe del águila.
- Ian Rider: El tío de Alex. Agente de la división de espionaje del MI6.
- John Crawley: Ejecutivo jefe del Banco Real y General.
- Wolf («Lobo» en la versión en español): El hombre que hace imposible la vida de Alex en el campo de entrenamiento del MI6.